# Max Bozyk
Max Bożyk (* 3. Mai 1899 in Łódź; † 5. April 1970 in New York City) war ein polnischer Schauspieler jüdischer Herkunft.

## Leben
Bozyk begann seine Schauspielerkarriere im jüdischen Theater in Polen. Am Theater lernte er auch seine Frau Reizl Bozyk kennen. Bozyk spielte in einigen polnischen Filmen mit. 1939 emigrierte er mit Frau und Tochter erst nach Argentinien und 1941 nach New York City, wo beide über dreißig Jahre an jüdischen Theatern spielten.
1970 kollabierte Bozyk nach einem Auftritt in der New York Town Hall und starb. Er ist neben seiner Frau Reizl auf dem Mount Hebron Cemetery in Flushing, Queens beerdigt.

## Filmografie
- 1936: Yidl mitn Fidl
- 1937: Frejliche kabconim
- 1937: Kties Chaf
- 1937: Der Purimszpiler
- 1937: Der Dybbuk
- 1938: Ein Brief an die Mutter (A briwele der mamen)
- 1938: Mamele
- 1950: Catskill Honeymoon
- 1950: God, Man and Devil